# Otorragie
L'otorragie est un écoulement de sang par le conduit auditif (oreille).

## Étiologies
Elle peut être due à :
- des causes traumatiques
  - une plaie au niveau du conduit auditif externe
  - une plaie du tympan
  - une fracture du rocher avec déchirure tympanique

- des causes infectieuses :
  - otites
  - zona auriculaire

- des causes tumorales
  - tumeur bénigne du conduit auditif externe
  - cancers de l'oreille externe ou moyenne